# Pererik Böklin
Per-Erik Valdemar Böklin, född 24 mars 1913 i Bärbo församling, Södermanlands län, död 1999 på sin gård Limängen, var en svensk konstnär och ingenjör.
Han var son till civilingenjören Ernst Böklin och Mona Ewerlöf. Böklin avlade ingenjörsexamen vid Chalmers i Göteborg, varefter han studerade konst vid Konsthögskolan i Stockholm 1938-1943 och under studieresor till Italien, Schweiz, Frankrike, England och Nederländerna. Han medverkade i Nationalmuseums utställning Unga tecknare 1942 och i Liljevalchs vårsalong 1950 men han ställde huvudsakligen ut med konstnärsgruppen Ny realitet. Hans konst består av nonfigurativt måleri i tempera. 
Böklin finns representerad på Norrköpings konstmuseum.